# J.League Cup 1993
Der J.League Cup 1993, offiziell aufgrund eines Sponsorenvertrages mit dem Gebäckhersteller Yamazaki Nabisco nach einer Marke desselben 1993 J.League Yamazaki Nabisco Cup genannt, war die zweite Ausgabe des J.League Cup, des höchsten Fußball-Ligapokal-Wettbewerbs in Japan.

## Spieler
| Verein               | Spieler |
| -------------------- | --- |
| Kashima Antlers      | Zico (3/1), Makoto Sugiyama (6/0), Santos (6/0), Masatada Ishii (5/0), Kenji Ōba (1/0), Alcindo (5/2), Osamu Chiba (3/0), Masaaki Furukawa (3/0), Ryōsuke Okuno (6/0), Eiji Gaya (6/1), Yoshiyuki Hasegawa (5/3), Yasuto Honda (6/0), Yasuhiro Yoshida (1/0), Satoshi Koga (5/0), Yutaka Akita (5/1), Kazuhisa Irii (2/0), Yasuo Manaka (2/1), Carlos (3/1) |
| Urawa Reds           | Kōichi Hashiratani (3/0), Atsushi Natori (1/0), Rahn (4/0), Miro (2/0), Rummenigge (3/3), Satoru Mochizuki (5/1), Osamu Hirose (1/1), Trivisonno (2/0), Yūki Takita (3/0), Takeshi Motoyoshi (3/0), Takafumi Hori (5/0), Hiroshi Ninomiya (4/0), Yasushi Matsumoto (3/0), Uehara (2/0), Shin’ichi Kawano (1/1), Futoshi Ikeda (5/0), Makoto Yamazaki (4/0), Tsutomu Nishino (2/0), Takeshi Mizuuchi (4/1), Hiroyuki Sawada (5/0)                                                                                       |
| JEF United Ichihara  | Yoshio Katō (3/0), Littbarski (6/0), Masaaki Kanno (1/0), Michel Miyazawa (4/0), Pavel (5/3), Yoshikazu Gotō (4/0), Otze (6/3), Tōru Yoshida (5/0), Kazuya Igarashi (2/0), Kazuo Echigo (3/0), Masanaga Kageyama (6/0), Atsuhiko Ejiri (3/1), Keisuke Makino (1/0), Mikio Manaka (1/0), Kei Hirata (1/0), Masahiro Ōta (3/0), Yasuhiko Niimura (4/0), Tadashi Koya (2/0), Hiroshi Miyazawa (6/0), Kazuyuki Kyōya (1/0), Eisuke Nakanishi (6/3)                                                                         |
| Kashiwa Reysol       | Careca (6/4), Akiyoshi Ōhashi (6/0), Nersinho (6/0), Shingo Hoshino (1/0), Ailton (6/0), Hirokazu Gōshi (2/0), Shōgo Iida (6/0), Shin’ichirō Tani (5/1), Cho Kwi-jea (4/0), Yūji Ōkuma (6/0), Yuichi Abe (1/0), Satoshi Ōkura (6/4), Shin Tanada (6/0), Kentarō Ishikawa (2/0), Kentarō Sawada (6/0), Takahiro Shimotaira (6/0) |
| Verdy Kawasaki       | Ruy Ramos (1/0), Pereira (7/0), Tetsuya Totsuka (6/1), Rossum (8/0), Tetsuji Hashiratani (1/0), Yoshiyuki Katō (7/1), Masahiro Sukigara (3/0), Kazuyoshi Miura (1/0), Shinkichi Kikuchi (8/0), Nobuhiro Takeda (1/0), Tsuyoshi Kitazawa (1/1), Shirō Kikuhara (6/0), Bismarck (7/6), Kō Ishikawa (7/0), Shinji Fujiyoshi (8/4), Hideki Nagai (7/3), Tadashi Nakamura (7/0), Mitsuhiro Kawamoto (4/0), Kōichi Togashi (4/0), Yoshinori Abe (6/1), Takayuki Yamaguchi (1/0), Keiji Ishizuka (1/0)                        |
| Yokohama Marinos     | Kazushi Kimura (2/0), Diaz (5/3), Everton (4/2), Takashi Mizunuma (3/0), Izumi Yokokawa (3/0), Hiroshi Hirakawa (5/0), Junji Koizumi (2/0), Tatsuya Ai (1/0), Rikizō Matsuhashi (2/0), Bisconti (5/1), Takeshi Urakami (2/0), Satoru Noda (5/0), Norio Omura (3/0), Takuya Jinno (2/0), Masaharu Suzuki (2/0), Fumitake Miura (4/0), Kunio Nagayama (5/0), Takehito Suzuki (5/0), Takahiro Yamada (1/1) |
| Yokohama Flügels     | Amarilla (4/0), Edu (4/2), Yasuharu Sorimachi (6/2), Osamu Maeda (6/1), Atsuhiro Iwai (6/0), Moner (5/1), Motohiro Yamaguchi (6/1), Ippei Watanabe (4/0), Hideki Katsura (6/0), Norihiro Satsukawa (5/0), Yoshiyuki Sakamoto (1/0), Atsuhiko Mori (6/0), Aldro (3/2), Ichizō Nakata (3/0), Masaaki Takada (4/0), Masakiyo Maezono (5/0), Nobuyuki Ōishi (1/0) |
| Bellmare Hiratsuka   | Mirandinha (3/2), Katsuyoshi Shintō (3/0), Masaaki Mori (4/0), Edson (4/0), Wilson Mano (3/0), Betinho (6/3), Hiroaki Kumon (5/0), Hiroaki Matsuyama (5/0), Kiyoto Furushima (6/0), Masashi Miyamura (1/0), Tadateru Ōmoto (2/0), Yoshihiro Natsuka (6/0), Kōji Noguchi (4/2), Hironari Iwamoto (6/0), Nobushige Kawada (2/0), Taku Watanabe (6/0), Akira Narahashi (5/0), Teruo Iwamoto (4/3), Daichi Matsuyama (1/0)                                                                                                 |
| Shimizu S-Pulse      | Hisashi Katō (1/0), Sidmar (6/0), Marco Antonio (7/2), Katsumi Ōenoki (4/3), Yasutoshi Miura (4/0), Takumi Horiike (1/0), Kenta Hasegawa (1/0), Tatsuru Mukōjima (4/1), Edu (5/3), Masao Sugimoto (6/2), Yasuhiro Yamada (6/0), Masanori Sanada (1/0), Naoki Naitō (7/1), Fumiaki Aoshima (3/0), Hiroaki Hiraoka (7/0), Masaaki Sawanobori (1/0), Takamitsu Ōta (6/0), Jun Iwashita (4/5), Noriaki Asakura (5/0), Hiroyuki Shirai (1/0), Hiroaki Tajima (6/1), Ryūji Okada (1/0)                                       |
| Júbilo Iwata         | Shin’ichi Morishita (5/0), Carlos Alberto (5/1), Vanenburg (4/2), Takao Ōishi (5/1), Kenji Komata (1/0), Yoshinori Higashikawa (3/0), Michihisa Date (5/0), Tetsu Nagasawa (4/0), Vanderlei (1/0), Walter (4/0), Takuma Koga (5/1), Hiroyuki Yoshida (5/0), Masahiro Endō (5/2), Hidenori Tabata (3/1), Yasuyuki Iwasaki (2/0), Toshihiro Yoshimura (4/0) |
| Nagoya Grampus Eight | Pita (2/1), Jorgenyo (1/0), Lineker (5/4), Shigeo Sawairi (2/0), Hisataka Fujikawa (3/0), Yūji Itō (5/0), Shigemitsu Egawa (5/1), Garca (4/0), Norifumi Takamoto (1/0), Michihiro Tsuruta (4/0), Toshiyuki Kosugi (1/0), Nariyasu Yasuhara (2/0), Kazuhisa Iijima (3/0), Seiichi Ogawa (5/0), Makoto Yonekura (5/0), Naoki Mori (5/0), Tetsuya Okayama (3/2), Takashi Hirano (3/1), Kei Taniguchi (2/0) |
| Gamba Osaka          | Tomoyuki Kajino (6/0), Muller (2/1), Aleinikov (5/1), Katsuhiro Kusaki (3/1), Tomoo Kudaka (6/1), Jia Xiuquan (2/0), Akihiro Nagashima (6/5), Susumu Uemura (2/0), Masahiro Wada (6/0), Metkov (7/2), Takahiro Shimada (1/0), Naohiko Minobe (4/0), Flavio (5/1), Tōru Morikawa (1/0), Hiroki Azuma (1/0), Kazuaki Koezuka (5/1), Kunio Kitamura (1/0), Hayato Okanaka (7/0), Hiromitsu Isogai (4/0), Sōjirō Ishii (1/0), Shōji Nonoshita (2/0), Toshihiro Yamaguchi (5/2), Kōji Kondō (2/0), Masanobu Matsunami (4/1) |
| Sanfrecce Hiroshima  | Shin’ichirō Takahashi (3/0), Hiroshi Matsuda (5/0), Cerny (1/1), Vonderburg (2/0), Yasuyuki Satō (4/0), Yasutaka Yoshida (3/0), Takumi Shima (6/1), Yoshirō Moriyama (6/0), Akinobu Yokouchi (5/1), Daniel (1/0), Mitsuaki Kojima (6/1), Masakazu Kōda (4/0), Kazumasa Kawano (6/0), Noh Jung-yoon (2/1), Tomohiro Katanosaka (6/0), Tetsuya Tanaka (3/0), Kenji Wakamatsu (5/1), Ken’ichi Uemura (6/0), Yūta Abe (2/0)                                                                                                |

## Ergebnisse

### Gruppenphase

#### Gruppe A
| Pl. | Verein              | Sp. | S | N | Tore  | Diff. |
| --- | ------------------- | --- | - | - | ----- | ----- |
| 1   | Verdy Kawasaki      | 6   | 4 | 2 | 13:90 | +4    |
| 2   | Gamba Osaka         | 6   | 4 | 2 | 15:13 | +2    |
| 3   | Kashima Antlers     | 6   | 4 | 2 | 10:80 | +2    |
| 4   | Kashiwa Reysol      | 6   | 4 | 2 | 09:90 | ±0    |
| 5   | JEF United Ichihara | 6   | 2 | 4 | 10:80 | +2    |
| 6   | Bellmare Hiratsuka  | 6   | 2 | 4 | 10:13 | −3    |
| 7   | Sanfrecce Hiroshima | 6   | 1 | 5 | 06:13 | −7    |

#### Gruppe B
| Pl. | Verein               | Sp. | S | N | Tore  | Diff. |
| --- | -------------------- | --- | - | - | ----- | ----- |
| 1   | Shimizu S-Pulse      | 5   | 4 | 1 | 13:60 | +7    |
| 2   | Yokohama Flügels     | 5   | 4 | 1 | 08:60 | +2    |
| 3   | Júbilo Iwata         | 5   | 2 | 3 | 09:70 | +2    |
| 4   | Nagoya Grampus Eight | 5   | 2 | 3 | 09:90 | ±0    |
| 5   | Yokohama Marinos     | 5   | 2 | 3 | 07:13 | −6    |
| 6   | Urawa Reds           | 5   | 1 | 4 | 7:12  | −5    |

### Finalrunde

#### Halbfinale
|                | Ergebnis |                  |
| -------------- | -------- | ---------------- |
| Verdy Kawasaki | 2:1      | Yokohama Flügels |
| Gamba Osaka    | 2:4      | Shimizu S-Pulse  |

#### Finale
|                | Ergebnis |                 |
| -------------- | -------- | --------------- |
| Verdy Kawasaki | 2:1      | Shimizu S-Pulse |